# Райкін Соломон Савелійович
Соломо́н Саве́лійович Ра́йкін (23 жовтня 1893, Миколаїв — 10 червня 1969, Москва) — радянський воєначальник, генерал-майор танкових військ (1944).

## Життєпис
Народився в Миколаєві, в родині робітника. Єврей. Закінчив приватну школу.
У 1915 році призваний на військову службу в Російську імператорську армію. Закінчив Чугуївське військове училище. Учасник Першої світової війни, командував взводом, ротою. У 1917 році обирався членом полкового комітету.
У лавах Червоної армії з травня 1919 року. У вересні 1920 року закінчив Одеські піхотні курси. Командував взводом, був помічником командира роти 29-х Полтавських та 47-х Миколаївських піхотних курсів. Член РКП(б) з 1920 року.
З листопада 1922 по серпень 1923 року — слухач Вищої тактично-стрілецької школи командного складу РСЧА ім. III Комінтерну («Постріл»).
З серпня 1923 року — командир роти, помічник командира батальйону 18-го і 16-го стрілецьких полків. З жовтня 1925 року — командир батальйону 163-го стрілецького полку 55-ї стрілецької дивізії. З березня 1929 року — помічник начальника 6-го відділу штабу Московського військового округу.
У листопаді 1930 — лютому 1931 року — слухач Стрілецько-тактичних курсів удосконалення командного складу РСЧА ім. III Комінтерну («Постріл»).
З лютого 1931 року — командир батальйону школи військових автотехніків. З вересня 1933 року — помічник начальника 4-го відділу ГУ РСЧА. З вересня 1934 року — начальник курсу Військової академії механізації і моторизації РСЧА (ВАММ). З січня 1935 року — слухач АКТУС при ВАММ, з червня того ж року — знову начальник курсу ВАММ.
З червня 1937 року — командир механізованого полку Особливої кавалерійської дивізії імені Сталіна. З вересня 1938 року — командир 43-ї легкої танкової бригади. З лютого 1940 року — начальник автобронетанкового відділу 15-ї армії, учасник радянсько-фінської війни на Північно-Західному фронті. У липні 1940 року призначений старшим викладачем тактики Ленінградських Червонопрапорних БТ КУКС.
12 липня 1941 року призначений начальником автобронетанкових військ Лузької оперативної групи, а вже 19 липня того ж року — начальником автобронетанкового відділу 30-ї армії Фронту резервних армій. З січня 1942 року — начальник тактичного циклу Казанського бронетанкового училища.
З липня 1942 року — заступник командувача 10-ю армією по танковим військам. З лютого 1943 року — в.о. командувача бронетанковими і механізованими військами (БТ і МВ) 10-ї армії Західного фронту. У квітні того ж року затверджений на посаді. У червні 1944 року призначений командувачем БТ і МВ 1-ї гвардійської армії.
З серпня 1945 року — в.о. командувача БТ і МВ Київського військового округу, у липні 1946 року затверджений на посаді. З березня 1947 року — начальник Київського танко-технічного училища імені Маршала Радянського Союзу С. К. Тимошенка.
У травні 1947 року генерал-майор танкових військ С. С. Райкін звільнений у відставку за станом здоров'я з правом носіння військової форми. Мешкав у Москві, де й помер. Похований на Новодівочому цвинтарі.

## Нагороди
Нагороджений орденом Леніна (21.02.1945), двома орденами Червоного Прапора (28.09.1943, 03.11.1944), орденом Суворова 2-го ступеня (21.05.1945), іноземним орденом і медалями.

## Військові звання
- майор (04.12.1935);
- полковник (26.09.1938);
- генерал-майор танкових військ (11.03.1944).